# جنوم ستورج
جنوم ستورج (بالإنجليزية: GNOME Storage)‏ كان مشروع لاستبدال نظام الملفات التقليدي بتحزين مستند جديد. ستورج كان جزء من مشروع تصميم تطوير بيئة سطح مكتب التي كانت تحت التطوير. التنفيذ الحالي يشمل وصول لغة طبيعية وشفافية الشبكة.
لم يعد جنوم ستورج تحت التطوير، شجرة سي.في.إس الخاصة به لم تعدل منذ سنوات.

## وصلات خارجية
- صفحة جنوم ستورج الرئيسية.